# Лопес, Маноло
Маноло (Мануэль) Лопес Лопес (исп. Manolo (Manuel) López López; 1943, Чамбас, провинция Камагуэй — 28 августа 1962, близ Лос-Баррилеса, провинция Камагуэй), известен как Манолито Локо (исп. Manolito El Loco) или Локо Лопес (исп. El Loco López) — кубинский антикоммунистический повстанец, активный участник вооружённого сопротивления правительству Фиделя Кастро на севере Камагуэя. Был одним из самых молодых повстанческих командиров, отличался особой дерзостью и большой жестокостью. Убит в бою с правительственным спецназом.

## Арест и побег
Родился в деревенской семье из района Чамбас провинции Камагуэй. В шестнадцатилетнем возрасте был арестован по обвинению в причастности к антикастровскому повстанческому движению. Насколько обоснованы были эти обвинения, уточнения отсутствуют.
Маноло Лопес был направлен в Торренс — гаванскую тюрьму для несовершеннолетних. Там он нанёс себе ранение бритвой, чтобы попасть в больницу. Из больницы бежал через окно, спустившись по простыне. Практически без средств, разыскиваемый полицией, добрался до родных мест.

## «Бешеный» командир
У подростка Манолито сформировались политические взгляды, основанные на непримиримой враждебности к режиму Фиделя Кастро и крайнем антикоммунизме. В Камагуэе он примкнул к антиправительственному повстанческому движению, во главе которого стоял Арнольдо Мартинес Андраде — бывший командир революционной армии, участник свержения Батисты. Лопес участвовал во многих боях с правительственными войсками и ополчением milicias. Он быстро выдвинулся среди повстанцев. За храбрость, граничащую с безрассудством, получил прозвище Локо (исп. El Loco — Безумный, в данном значении: Бешеный).
К началу 1962 восемнадцатилетний Манолито Локо Лопес, несмотря на свою молодость, командовал повстанческим отрядом на севере Камагуэя. Он считался одним из самых дерзких партизанских командиров. При этом его «бешенство» сочеталось с хладнокровием и военными способностями. Тактика основывалась на засадах, внезапных обстрелах с возвышенности, скоротечных боестолкновениях и быстрых отходах. Известен случай, когда, застрелив двух milicias, Локо оставил записку: «За каждого патриота — два ополченца». Подписался он «Манолито Лопес, командующий Северным фронтом Камагуэя».
В отношении противника Локо Лопес проявлял большую жестокость. Широкую известность получил эпизод 29 июня 1962. Боевики Локо остановили на шоссе автобус, вывели двух пассажиров в форме milicias, расстреляли их и подожгли автобус .

## Последние бои
Против отряда Локо было направлено армейское спецподразделение Борьбы с бандитами — Lucha contra bandidos, LCB под командованием Оскара Фигередо. 10 августа он был окружён в селении Лос-Баррилес, дважды ранен, но сумел оторваться от преследования. 28 августа 1962 он снова был окружён. В этом бою Локо застрелил Фигередо и приказал своим людям уходить. Сам он, по всей видимости, считал себя обречённым (две раны, полученные в предыдущем бою, оказались серьёзны). Командование Локо передал повстанцу Флоро Камачо.
Локо отстреливался с насыпи из карабина M1 и пистолета M1911. Через некоторое время он крикнул, что сдаётся. Когда спецназовцы подошли к нему, чтобы брать в плен, Локо снова открыл огонь и начал бросать гранаты. После этого по нему выпустили несколько пулемётных очередей. Девятнадцатилетний Манолито Локо Лопес был убит. Флоро Камачо с остальными повстанцами сумели уйти сквозь заслон.